# Алмашка долина
Алмашка долина (рум. Țara Almăjului, Valea Almăjului) или Алмаш ({}јез-рум|Almăj}}) је котлина и рурална област у Банату која се налази на југозападу Румуније. Представља међупланинску депресију кроз коју протиче река Нера.

## Географија
Алмаш је изолована сеоска пољопривредна банатска област, смештена у округу Караш-Северин на југозападу Румуније. Котлину пресеца река Нера (локално се назива Нергана) и њене притоке Шопоту Веки, Барзул, Боина, Далбошецу, Решица, Шелестин и друге реке и потоци, а са свих страна је окружена банатским планинским масивима прекривеним густим шумама. На западу су Анинске планине, на северу Семеник, а на југу и истоку су Алмашке планине. Дужина котлине је 30,75 km, ширина 12,75 km, а свеукупна површина 1.144 km².
Најпознатија туристичка атракција области је водопад Бигар код села Бозовичи. Поред њега, Алмашка долина је увек била позната као место где почиње клисура Нере. Код села Шопоту Ноу, Нера усеца кречњачки масив формирајући клисуру која је данас део Националног парка „Клисура Нере−Беушница”. Такође, код села Ефтимије Мургу (некада Рударија), на реци Рударији налазе се старе воденице које су до данас очуване.
Становници Алмашке долине познати као Алмажани живе у 15 насеља са румунским становништвом, а шеснаесто насеље, Равенска, основано је 1828. године од стране чешких досељеника које Алмажани и остали становници Баната називају Пемима. Источни део Алмашке долине зове се Краина (рум. Craina) и обухвата насеља (Парвова, Лапушничел и др.) која се издвајају појединим елементима од осталих алмашких насеља.
Главна занимања су у овој области одувек била сточарство, највише овчарство и говедарство, и воћарство које је овде најрентабилније. Сам назив, Алмаш, област је највероватније добила према главном занимању и основном богатству алмашких житеља, воћарству, то јест од мађарске речи за јабуку, alma. Од осталих занимања, бавили су се и земљорадњом упркос неплодном земљишту, ради обезбеђивања минимума неопходног за живот. Будући да су околне планине покривене великим густим шумама, Алмажани су се бавили и баве се и данас сечом шума и прерадом дрвета, али и ово им је занимање, као и пољопривреда, било и остало споредно.

## Историја
У 14. веку постојало је осам банатских дистрикта, међу којима и Алмашки, којима су мађарски краљеви повељама из 1457. и 1552. године дали бројне привилегије у замену за одбрану источне мађарске границе. Од 1552. до 1716. Алмаш, као и цео Банат, био је под турском влашћу, а у периоду 1718–1867 био је под аустријском администрацијом. Аустријско-турски ратови негативно су утицали на демографски план, јер су у том периоду биле честе сеобе и бежанија, а стање ће се стабилизовати тек при крају 18. века уласком Алмашке долине у војну границу 1773. године која ће бити укинута 1872. године.
У колективном памћењу Алмажана сачуване су неке успомене о „недавној колонизацији ове котлине”. Према народном предању, некада је цела Алмашка долина била прекривена густим шумама, те је постојала само једна већа пољана у близини данашњег
насеља Гарбовац где су се окупљали чобани скиталице или прогнани из других области који су временом населили читаву долину. Верује се да су се Алмажани у ову област доселили из северних области Румуније, при том се ти таласи румунских досељеника нису зауставили у Алмашкој долини нити на Дунаву, већ су они запљуснули и источну Србију. Из Алмаша се доселио велики број Влаха у источну Србију, поготову у другој и трећој деценији 18. века након што је Аустрија добила северну Србију Пожаревачким миром 1718. године.
Према историјским изворима, прва насеља на подручју Алмаша јављају се тек почетком 15. века. Прво насеље које је споменуто било је Ефтимије Мургу 1410. године као Гарлиштеа, а од 1565. као Рударија. Потом се спомињу Мочериш (1439), Бозовичи, Прилипец и Банија (1484). У 16. веку помињу се Лапушнику Маре (1540), Пригор (1550) и Путна (1577), а у 17. веку Далбошец (као Градиште), Гарбовац, Паташ (1603), Шопоту Веки (1607. као Шопоту), Борловениј Веки (некадашњи Скорцар; 1690). Тек се у 18. веку први пут спомињу два насеља, Шопоту Ноу (1828. као Бушауа) и Борловениј Ној (1829. као Бреазова).

## Насеља
Бозовичи је у прошлости било село са међуопштинским функцијама, а и данас има централну улогу у оквиру система алмашких насеља, односно представља друштвено-економски и културни центар области. Становници Алмашке долине живе у 16 села и многобројним засеоцима који су груписани у седам општина:
- Општина Банија
  - Банија
  - Гарбовац
- Општина Бозовичи
  - Бозовичи
  - Ваља Минишулуј
  - Поњаска
  - Прилипец
- Општина Далбошец
  - Барз
  - Боина
  - Боиница
  - Далбошец
  - Прислоп
  - Решица Мика
  - Шопоту Веки
- Општина Ефтимије Мургу
  - Ефтимије Мургу
- Општина Лапушнику Маре
  - Лапушнику Маре
  - Мочериш
- Општина Пригор
  - Борловениј Веки
  - Борловениј Ној
  - Паташ
  - Пригор
  - Путна
- Општина Шопоту Ноу
  - Ваља Ракитеј
  - Ваља Рошије
  - Дриштије
  - Карша Рошије
  - Појениле Боинеј
  - Равенска
  - Ракита
  - Станчилова
  - Урку
  - Шопоту Ноу

## Демографија
Према статистичким подацима, намеће се закључак да је становништво Алмашке долине, бар од почетка XX века наовамо, у сталном опадању, а тај је пад све изразитији у задњих педесет година. Тако, 1910. године алмашка област бројала је 25.454 становника, а 1928. године 23.160 становника.
Према попису из 2021. у Алмашкој долини живело је 11.047 становника, од којих највише има Румуна, а од мањина Рома и Чеха.
| Етнички састав према попису из 2021.‍ | Етнички састав према попису из 2021.‍ | Етнички састав према попису из 2021.‍ | Етнички састав према попису из 2021.‍ | Етнички састав према попису из 2021.‍ |
| ------------------------------------ | ------------------------------------ | ------------------------------------ | ------------------------------------ | ------------------------------------ |
|                                      |                                      |                                      |                                      |                                      |
| Румуни                               | Румуни                               |                                      | 9.899                                | 89,61%                               |
| Роми                                 | Роми                                 |                                      | 208                                  | 1,88%                                |
| Чеси                                 | Чеси                                 |                                      | 74                                   | 0,67%                                |
| Остали                               | Остали                               |                                      | 866                                  | 7,84%                                |

| Грб            | Општина                | Румунски назив | Становништво 2002. | Становништво 2011. | Становништво 2021. |
| -------------- | ---------------------- | -------------- | ------------------ | ------------------ | ------------------ |
|                | Општина Банија         |                | 2.014              | 1.752              | 1.480              |
|                | Општина Бозовичи       |                | 3.321              | 2.924              | 2.506              |
|                | Општина Далбошец       |                | 1.919              | 1.650              | 1.364              |
|                | Општина Ефтимије Мургу |                | 1.822              | 1.628              | 1.296              |
|                | Општина Лапушнику Маре |                | 1.986              | 1.647              | 1.427              |
|                | Општина Пригор         |                | 2.978              | 2.577              | 2.078              |
|                | Општина Шопоту Ноу     |                | 1.456              | 1.157              | 896                |
| Алмашка долина | Алмашка долина         |                | 15.496             | 13.335             | 11.047             |